# Cavenago di Brianza
Cavenago di Brianza (Cavenagh in dialetto brianzolo, e semplicemente Cavenago fino al 1863) è un comune italiano di 7 569 abitanti della provincia di Monza e della Brianza in Lombardia. Fa parte del territorio del Vimercatese.

## Geografia fisica
Cavenago si trova a 176 m s.l.m. nella bassa Brianza orientale.
Cavenago di Brianza confina a nord con Ornago, ad est con Basiano, a sud-est con Cambiago, ad ovest con Omate (frazione di Agrate Brianza) e a nord-ovest con Burago di Molgora.

## Origini del nome
Il nome Cavanacum o Cavenagum sembra che derivi da Cà venationis, in riferimento alla selvaggina presente nei boschi oppure, in un'altra versione, da Cà vinationis in riferimento ai vigneti citati anche dal poeta milanese Carlo Porta.
La località, in alcuni documenti, è chiamata anche Castrum o Castellum (del quale non rimane traccia) in riferimento alle difese delle incursioni armate di Federico Barbarossa.
Nel 1863 al nome "Cavenago" venne aggiunto il suffisso "di Brianza" per distinguerlo dal comune di Cavenago d'Adda.

## Storia

### Storia antica
L'originario nucleo abitativo di Cavenago si costituì probabilmente in epoca romana, ma il suffisso -Ago fa presuppore anche a una precedente presenza celtica. 
In epoca romana il comune di Caponago allora chiamato Caponiacum e successivamente Capunaco era una frazione (vicus) appartenente al comune (pagus) di Cavenago Brianza.

#### Prime citazioni
Il più antico documento che attesta l'esistenza di Cavenago è un "Istrumentum" redatto dal notaio "Gervasus" il 3 Dicembre 873. In questo atto viene registrato l'acquisto effettuato dall'Arcivescovo di Milano, Ansperto degli Albizzi di Biassono, di alcune proprietà, precisamente case e terreni, ubicati "in loco et fundo Cavanacum", che precedentemente appartenevano ad Attone da Canomalo e a sua moglie Adeltruda e Desigelinda di Sauriate.
I nomi longobardi menzionati in questo documento indicano come l'invasione longobarda e la successiva conquista franca abbiano alterato la precedente struttura di proprietà indigene. 
Questo viene confermato anche in un successivo atto datato 26 Febbraio 876 dove Cavenago viene descritta come una "Corte regia" sottoposta all'autorità dei Conti di Pavia, con il nome "Curtis de Cavanaco". Questo secondo documento è un "Diploma imperiale" con cui l'Imperatore Carlo il Calvo cedeva parte delle terre appartenenti ai conti pavesi all'Arcivescovo Ansperto. 
Questo gesto rappresentava un ringraziamento per il suo contributo all'incoronazione di Carlo il Calvo a Pavia e, di conseguenza, Cavenago divenne una delle sue proprietà feudali insieme a Ornago e Vimercate.
Tre anni più tardi, l'arcivescovo destinò alcune di queste proprietà all'ospedale e al monastero collegato alla chiesa di San Satiro a Milano. In seguito alla chiusura di queste istituzioni, le proprietà passarono interamente al monastero di Sant'Ambrogio che già ne avevano ricevuto il patronaggio. Successivamente, rientrarono sotto la giurisdizione della Pieve di Vimercate.
Nel corso del XIII secolo, il "Liber Notitiae Sanctorum Mediolani" fa menzione di due chiese nel territorio di Cavenago: San Giulio e Santa Maria. Attualmente, queste chiese sono identificabili rispettivamente come la Parrocchia di San Giulio e la chiesa di Santa Maria in campo.

#### I Conti Rasini
La famiglia Rasini trova menzione nel libro "Le grandi famiglie di Milano," opera di Matteo Turconi Sormani. Le radici di questa casata lombarda affondano nel XIV secolo, con l'ascesa di Carlo Guglielmo, notaio documentato nel 1337, le cui attività si estendono tra Busto Arsizio e Gallarate. Tuttavia, è Marc' Antonio Rasini a emergere come figura di spicco, celebre per aver diretto la costruzione della sontuosa villa di Cavenago e aver ottenuto nel 1573 il titolo di conte di Castelnovetto nel Pavese.
L'impegno dei Rasini in investimenti fondiari si dimostra considerevole, tanto che nel 1558 le loro proprietà includono un totale di 7.603 pertiche.
Il matrimonio di Marc' Antonio Rasini con Costanza Borromeo, figlia del conte Filippo, seguito da un secondo matrimonio con Claudia Visconti Borromeo, figlia di Fabio e imparentata con San Carlo Borromeo, amplifica il prestigio della famiglia, creando ponti con le due più influenti casate storiche milanesi.
L'insediamento dei conti Rasini a Cavenago è quindi riscontrabile sin dai censimenti catastali del XVI secolo, che attestano il Conte Marc' Antonio Rasini quale possessore di diverse pertiche di terreno. 
Questi terreni variano tra "Bosco," "Arativo," "Avidato," "Brughiera" e "Arativo Incolto." Le evidenze sono avvalorate da un documento datato 8 ottobre 1558, in cui il tutore del conte valuta le sue proprietà.
Un documento catastale alla fine del XVI secolo riporta la voce "Sito et horto: Pertiche 35" nell'elenco dei possedimenti di Marc' Antonio Rasini, verosimilmente indicando un edificio di rilievo, circondato da terreno adatto a giardino o orto.
La villa attuale di Cavenago, edificata nel XVI secolo, sorse forse proprio a partire da questo edificio. Questo modello di sviluppo era una pratica in voga tra le famiglie nobili milanesi, le quali erigevano ville di campagna presso le loro tenute nelle quali passavano poi periodi di villeggiatura più o meno lunghi. L'architetto Martino Bassi, celebre anche per la cupola della Basilica di San Lorenzo a Milano e ville simili in Francia, sembra averne guidato la progettazione.
Con il passare dei secoli, la villa ha subito varie trasformazioni, preservando comunque l'essenza del progetto originario. Divenne inoltre la dimora preferita di Claudia Visconti Borromeo, destinandole cure e decorazioni speciali.
Tra la fine del XVI e gli inizi del XVII secolo, la villa è stata arricchita da numerose decorazioni. Si presume che Carlo Antonio Procaccini, pittore di origine bolognese trapiantato a Milano da San Carlo Borromeo, abbia guidato questi interventi, i quali presentano somiglianze con le decorazioni del Palazzo Arese Borromeo di Cesano Maderno, un'altra residenza arricchita da Procaccini.
Le decorazioni raffigurano paesaggi e nature morte in stile fiammingo, richiamando gli artisti Pieter Bruegel il Vecchio e Paul Bril.
La linea ereditaria dei Rasini è stata influenzata da rigide norme di successione, che causarono l'estinzione della famiglia agli inizi del XIX secolo. Questa norma prevedeva l'assegnazione di tutta l'eredità al primogenito maschio, ma verso la fine del XVIII secolo nacquero solo eredi femminili e questo portò alla frammentazione dell'eredità. Il declino della famiglia coincise con il progressivo deterioramento della villa, passata successivamente ai Marcacci, ai Morettini e ai Ponzoni. Questi ultimi, con Maria, riuscirono a ridare splendore alla villa all'inizio del XX secolo, aprendola alla nobiltà milanese attraverso attività sociali.
Nel 1927, dopo vari passaggi di proprietà, danni e alterazioni a causa di speculazioni e frammentazioni, la villa venne acquisita dal Comune di Cavenago. Durante questo periodo l'altezza dei soffitti fu ridotta, forse per ridurre i costi di riscaldamento. Tuttavia questo abbassamento permise fortunosamente di preservare la parte alta degli affreschi, incorporati nella porzione nascosta del soffitto ribassato.
In seguito, il piano nobile della villa è stato adibito a vari scopi: Inizialmente, è stato prima trasformato per ospitare aule scolastiche, poi è stato destinato in parte alle abitazioni del segretario comunale e del vigile urbano. Solo negli anni '90, il Comune ha deciso di utilizzare la villa per i propri uffici, compiendo un'estesa opera di restauro che ha consentito il recupero degli importanti affreschi seicenteschi. 

### Storia recente

#### XX secolo

##### La popolazione cavenaghese
La comunità locale, a inizio ‘900, era caratterizzata per buona parte da famiglie numerose di tipo patriarcale ed esse si distinguevano, probabilmente per distinguere alcune famiglie con cognomi uguali da altre, oltre che per i cognomi anche con nomignoli o con deformazioni dialettali degli stessi cognomi come, per esempio:
I Basaneula (Besana), i Frigèe (Frigerio), i Fumagai (Fumagalli)
Altri invece probabilmente per i luoghi originari di provenienza: I Bernarecc (Sala), i Buragon (Tresoldi), i Gesaa (Brambilla), i Piemuntes (Sala)
Altri ancora per motivi o situazioni diverse per esempio: I Beous (Mauri), i Camàr (Brambilla), i Caàa (Vergani), i Door (Fumagalli), i Fa-Màa (Giambelli), i Farina (Stucchi), i Uss (Erba), i Gutard (Barteselli), i Maister (Fumagalli), i Muleta (Frigerio), i Pretacc (Fumagalli) e molti altri.
Queste famiglie vivevano in corti rurali che poi prendevano il nome dalla famiglia più importante che vi abitava o a una o più persone specifiche, per esempio “La curt di Fa-Màa” che appunto sarebbe stata la corte abitata dalla famiglia Giambelli, o ancora “La curt dal Checu e dal Lurenz”
Queste corti sono tuttora in uso, seppur raramente dalle stesse famiglie che le abitavano nel ‘900, e negli ultimi anni il comune di Cavenago le ha insignite di targhe contenenti il nome storico con cui venivano chiamate 

##### L’industria cavenaghese
All'inizio del ‘900 l’economia cavenaghese era legata per la maggior parte alla gelsicoltura, le cui origini risalgono al XVI secolo con Ludovico il Moro, e alla ditte di tessitura della seta che iniziarono ad aprire tra il 1800 e il 1900.
Le tre ditte principale che si occupavano di questo settore furono la “Tessitura Paroli”, la “Tessitoria Borioli” e la “Schmid”
Tra queste la più importante era la Schmid, fondata prima degli anni venti da Christian Schmid, un giovane proveniente dal Canton Grigioni. Essa aveva due stabilimenti, uno a Cavenago l'altro a Cassolnovo, in provincia di Pavia, ma aveva la sua sede a Milano. 
Le sete più celebri prodotte a Cavenago sono le stoffe usate per ricoprire nella loro interezza i palchi e le pareti del teatro alla Scala di Milano, che andarono a sostituire quelle danneggiate dopo i bombardamenti alleati subìti durante la seconda guerra mondiale, ed il prezioso Manto della Regina, donato ad Elena del Montenegro che, prima di una visita al sanatorio di Ornago, transitò in paese.
Altre ditte importanti furono il Salumificio Mauri, i cui proprietari durante la seconda guerra mondiale supportarono ampiamente la resistenza, la produttrice di giocattoli A.R.C.O - F.A.L.C., la produttrice di medicinali Miles, poi diventata Bayer, la produttrice di elettronica Siemens, costruita sui terreni precedentemente appartenuti alla Cascina Morettini e chiusa nel 2006, e la produttrice di vernici Herberts, acquisita prima dalla DuPont negli anni ‘90 e attualmente nota come Axalta.

##### Gli anni del fascismo
La presenza fascista a Cavenago non tardò a mancare e ad intervenire su quelli che dal partito erano visti come circoli sovversivi o comunque non in linea con le prospettive fasciste. Un esempio di questo è ricavabile dalla testimonianza di Mario Fumagalli, partigiano che nel libro “Ricordi partigiani” scrive:
(Mario Fumagalli, Ricordi partigiani)

##### Fascismo e azione cattolica
Il gruppo “Azione cattolica” a Cavenago di Brianza ebbe origine solamente successivamente alla nascita del fascismo, nel 1921, infatti una foto del 1923 mostra un gruppo degli iscritti, sia Juniores che Seniores, dell’Unione Giovani Cattolici San Tarcisio di Cavenago, con labaro e bandiera datata 1921. 
Dieci anni più tardi, con il progressivo aumento delle tensioni e dell'animosità fra chiesa e partito fascista si assiste anche a un tentativo da parte dei carabinieri di requisire le bandiere e i vessilli delle unioni e delle organizzazioni cattoliche, come possiamo notare in una testimonianza di Don Natale Motta:
Ma intanto essendo sulla piazza centrale del paese, mentre gli operai stavano uscendo dalle fabbriche, la folla aumentava sempre di più e capito il motivo di quello scontro tutti in coro gridavano: "daghei no, daghei no!"»
(Don Natale Motta, Memorie)

##### La colonia Elioterapica
A partire dalla seconda metà degli anni Trenta, il Fascio locale in collaborazione con il comune, iniziò a organizzare nei cortili e nei locali al piano terra di Palazzo Rasini una “Colonia elioterapica” che veniva popolarmente chiamata “La doccia”. Ad essa erano ammesse le bambine i bambini di età inferiore ai cinque anni. 
Terminata la seconda guerra mondiale questo tipo di attività andò in disuso e la colonia non venne più organizzata

##### L’amministrazione comunale durante il periodo fascista
Durante il regime fascista a capo dell’amministrazione comunale era posto un funzionario di nomina regia con il titolo di Podestà, e ad esso erano attribuite le mansioni attualmente del Sindaco. 
Nonostante non si abbiano informazioni complete alcuni di coloro che furono chiamati a ricoprire tale incarico sono:
- Cav. Giovanni Barbieri - Con sua delibera del 6 marzo 1926 e con atto datato 6 giugno 1927 acquistava dai Ponzoni, per conto del comune, Palazzo Rasini

- Mauri Angelo - Nativo di Cavenago, maestro elementare

- Cav. Luigi Borioli - Residente a Milano, titolare della “Tessitura Borioli” di Via Piave

- Ciriaco Perego - Nativo di Vimercate, direttore dello stabilimento Paroli di Via Piave

##### Il pino di Arnaldo Mussolini
Nel 1931 moriva Arnaldo Mussolini, fratello del duce e direttore fin dal 1922 del giornale “Il popolo d’Italia”, organo del Partito Nazionale Fascista.
Il regime diede quindi particolari disposizioni affinché nei paesi egli venisse concretamente ricordato.
A Cavenago, in un pezzo di terreno all’esterno del cimitero nei pressi dell’ingresso, venne posizionato un cippo ai piedi di un pino.
Non molto tempo dopo degli ignoti abbatterono il pino tagliandolo alla base; del gesto vennero prima chiamati a rispondere presso la caserma di Bernareggio Federico Cereda - Maren del Valera - e Francesco Longoni che, tuttavia, dopo una custodia di qualche giorno vennero rilasciati lasciando un accusa a “Elementi sovversivi non identificati”.
Nel 1934, il 18 marzo, con una manifestazione politico-patriottica venne piantato un nuovo albero.
Infine il 25 Luglio 1943, alla caduta di Mussolini e del fascismo a seguito della mozione di sfiducia dal Gran Consiglio del Fascio, una delle prime reazioni della popolazione cavenaghese fu quella di abbattere il pino il quale fu trascinato fino alla piazza come trofeo.

##### Caduta del fascismo e resistenza
Nella primavera del 1943, per finanziare lo sforzo bellico fascista ormai agli sgoccioli, vennero requisite tre delle sei campane del concerto della parrocchia di San Giulio. Iconico per la popolazione fu l’intervento di alcuni reduci della prima guerra mondiale, in passato fatti prigionieri dalle truppe austro-ungariche e che già avevano assistito a fatti di questo genere in terra austriaca, i quali andavano ripetendo ai presenti “Campan in tera, perdù la guera” 
Il 26 Luglio 1943 venne quindi organizzata una manifestazione per festeggiare la caduta del fascismo e dopo un'irruzione degli operai della ditta Lesa nella sede del fascio, i cavenaghesi sfilarono per le vie del paese al canto di “Bandiera Rossa” e portando in corteo una grande effigie di Giacomo Matteotti, vittima fascista nel 1924.
Durante il governo Badoglio, a Cavenago e precisamente nei locali del comune si installò una compagnia di militari motorizzati che vi rimase fino allo sfascio dell’esercito regio in Nord Italia, l’8 settembre 1943.
A Cavenago le riunioni clandestine si tenevano principalmente nella Trattoria Belvedere, gestita da Mario Uberti, sita in Piazza Libertà (Allora Piazza Principe Umberto, prima ancora Piazza Morettini), e all’Osteria Isola Vittoria, gestita da Alfredo Brambilla. 
Dal 1943 al 1945 a Cavenago furono ospitati, oltre a soldati sbandati e a prigionieri russi, greci e evasi di altra nazionalità, anche numerosi politici e comandanti di brigate e divisioni. Alcuni esempi di questo furono Leone Ratti di Monza, ex confinato, e Gianni Citterio, che venne poi insignito della medaglia d’oro per la resistenza. Per alcuni mesi il comune fu anche il centro di smistamento della stampa clandestina proveniente da Precotto-Milano.
La popolazione di Cavenago e dei paesi limitrofi non tardò quindi nel formare una Squadra di azione patriottica nei primi mesi del 1944 unendo i gruppi militari di resistenza che spontaneamente si erano formati negli anni precedenti. 
Tale S.A.P., formata dai comuni di Cavenago, Ornago, Bellusco, Cambiago, Omate e Agrate divenne poi il 4º distaccamento della 103ª brigata Garibaldi che venne intitolata “Vincenzo Gabellini”.
Questa brigata prese parte a diversi scontri ma uno dei più significativi fu l’assalto alla Caserma della Guardia Nazionale Repubblichina il 6 ottobre del 1944 in cui i partigiani riuscirono a ottenere un cospicuo bottino di armi e munizioni le quali rimasero nascoste per diversi giorni a Villa Erminia, residenza dell’industriale Pietro Mauri, proprietario dell’analogo salumificio cavenaghese, dove riuscirono a rimanere non individuate nonostante le ricerche e i rastrellamenti fascisti prima di venir trasferite in un cascinotto più isolato.
Un altro scontro importante fu l’assalto al campo di aviazione di Arcore il 20 ottobre 1944 che portò alla distruzione di cinque aerosiluranti e spinse il gruppo a un secondo attacco il 29 dicembre che tuttavia risultò in una ritirata e successivamente a una serie di arresti che portarono all’esecuzione di otto persone l’8 febbraio 1945.
Successivamente alla liberazione il 25 aprile 1945 i partigiani non smisero di combattere e già la mattina del 26 aprile un gruppo di combattenti di stanza a Cavenago ebbero un conflitto a fuoco all’altezza di Cascina Camuzzago con una colonna tedesca in ritirata dove sfortunatamente i partigiani vennero sconfitti e restarono uccisi tre uomini, di cui uno il capo squadra cavenaghese Luigi Besana.
Il 28 aprile 1945 infine spuntarono da Via Piave i primi carri armati americani e la popolazione dopo un primo momento di sbigottimento e incertezza fu presa dall’entusiasmo e iniziò a celebrare e salire festosamente sui mezzi alleati. Gli alleati quindi si disposero con un carrarmato e una mitragliatrice a controllare la strada verso Ornago mentre i restanti si disposero nella piazza e nel cortile del municipio (Allora in via San Giovanni) e per poco più di mezza giornata Cavenago fu prima linea nel dispositivo di avanzata alleata, prima che proseguissero la loro marcia.

#### XXI secolo
Nel giugno del 2009 Cavenago è passato dalla provincia di Milano alla provincia di Monza e della Brianza, perciò nell'autunno 2010 il CAP è cambiato da 20040 a 20873.

### Simboli
Lo stemma e il gonfalone sono stati concessi con decreto del presidente della Repubblica del 17 maggio 1986.
Il gonfalone è un drappo partito di bianco e di rosso.

## Monumenti e luoghi d'interesse

### Parrocchia di San Giulio
Nonostante le informazioni precise sulla sua origine non siano documentate, si narra che la chiesa iniziale sia stata fondata leggendariamente da San Giulio di Orta, il cui nome onora la chiesa stessa. Tale fondazione viene tradizionalmente collocata tra il III e IV secolo d.C. 
La chiesa di San Giulio viene menzionata come sottoposta alla pieve di Vimercate fin dal XIII secolo, secondo quanto riportato nel "Liber Notitiae Sanctorum Mediolani".
La "capella" di Cavenago viene nuovamente menzionata nella registrazione "Notitia cleri" del 1398 come una delle cappelle dipendenti dal plebato di Vimercate.
Tra il XVI e il XVIII secolo, la parrocchia di Cavenago, con il vicario foraneo di Vimercate come suo supervisore, compare in modo costante negli atti delle visite pastorali compiute dagli arcivescovi e dai loro delegati nella pieve di Vimercate. Questa era inclusa nella regione VI della diocesi.
La visita pastorale dell'arcivescovo Federico Visconti nel 1686 riporta l'istituzione, sin dalla visita del cardinale Federico Borromeo nel 1606, dell'associazione del Santissimo Sacramento, connessa alla confraternita del Santissimo Rosario.
La costruzione della nuova chiesa è iniziata nel 1732 con la posa della prima pietra e completata due anni dopo. 
Nel 1756, durante la visita pastorale dell'arcivescovo Giuseppe Pozzobonelli, la chiesa parrocchiale aveva come cappelle sussidiarie gli oratori di San Francesco da Paola, San Giuseppe e Santa Maria in Campo mentre il numero dei fedeli era di 557.
Alla fine del XVIII secolo, secondo la "Nota parrocchie Stato di Milano," la parrocchia di San Giulio possedeva terre corrispondenti a 375.7 pertiche e il conteggio dei fedeli, tra la Pasqua del 1779 e quella del 1780, era di 604. La "Tabella delle parrocchie della città e diocesi di Milano" dello stesso periodo indicava un reddito netto di 1509.5 lire per la parrocchia di San Giulio, con il titolare del beneficio nominato dall'ordinario.
Nel 1900, durante la prima visita pastorale dell'arcivescovo Andrea Carlo Ferrari nella pieve di Vimercate, il reddito netto del beneficio parrocchiale era di 1905.50 lire e all'interno dei confini della parrocchia di San Giulio esisteva ancora l'oratorio di Santa Maria in Campo alla Cascina Morettini, con il titolo di Santissima Vergine Assunta. La confraternita del Santissimo Sacramento era ancora attiva e il numero dei parrocchiani era di 2022. In questo periodo iniziò anche la costruzione delle scuole, volute dal parroco Don Luigi Borsani, nell'attuale oratorio San Tarcisio.
Tra il XIX e il XX secolo, la parrocchia continuò a far parte della pieve di Vimercate e del vicariato foraneo di Vimercate, fino alla revisione territoriale della diocesi avvenuta tra il 1971 e il 1972. In tale occasione, la parrocchia fu assegnata al decanato di Vimercate nella zona pastorale V di Monza.
Il 1º settembre 2010, la parrocchia di Cavenago si fuse con le parrocchie di Bellusco, Mezzago e Ornago, dando vita alla comunità pastorale "Santa Maria Maddalena." 

### Chiesa di Santa Maria in Campo

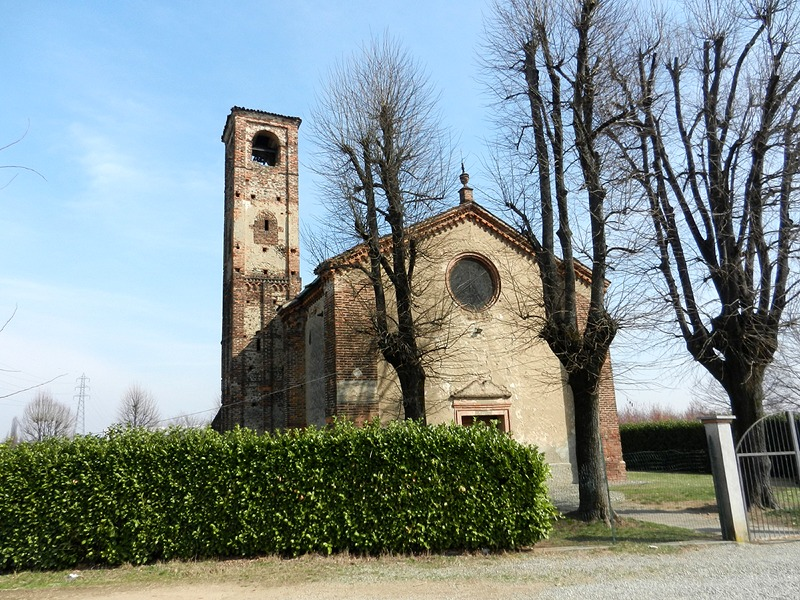
La chiesa Santa Maria in Campo

L'altra chiesa, di stile romanico, dedicata a Santa Maria Assunta e denominata "Santa Maria in Campo", è stata costruita tra la fine del '300 e l'inizio del '400, basandosi sullo stile architettonico, tuttavia una sezione di un muro che presenta una tessitura di grossi ciottoli disposti a spina di pesce e distribuiti in file sovrapposte con solo qualche innesto di mattone suggerisce una costruzione più antica seguita da una ristrutturazione più recente.
La prima testimonianza storica affidabile della sua presenza si trova, come per San Giulio, nel Liber Notitiae Sanctorum Mediolani di Goffredo da Bussero. Nel XIV secolo si insediò nei pressi della chiesa una comunità di frati Umiliati che, nella prima metà del 1500, ne curò l'ulteriore restauro ed abbellimento.
Al suo interno si trova una serie di affreschi raffigurante la Passione di Cristo nonché gli avvenimenti immediatamente precedenti e successivi. Negli anni sessanta una Madonna di scuola leonardesca e numerosi altri affreschi devozionali di epoche diverse sono stati staccati dalle pareti, restaurati, trasportati su tela e collocati nella chiesa parrocchiale.
Fino all'inizi del '900 la chiesa faceva parte dell'Oratorio Santissima Vergine Assunta insieme alla vicina Cascina Morettini.
Nel 1973 la chiesa ha fatto da sfondo a una scena del film Tony Arzenta (Big Guns).
Nel 2010 la chiesa è entrata nei Luoghi del cuore del Fondo Ambiente Italiano e, dopo quasi un anno di votazioni, ha ricevuto 2598 segnalazioni, classificandosi così 41° luogo più segnalato in Italia. Tra il 2013 e il 2014 sono stati eseguiti interventi di restauro conservativo che hanno interessato la facciata principale, il campanile e la copertura.

### Lazzaretto
Nelle vicinanze del cimitero comunale si trova un lazzaretto: cappella funeraria del XVII secolo edificata per l'epidemia di peste del 1630 che colpì il Ducato di Milano e il resto del nord Italia. Successivamente fu utilizzata come cappella funeraria della famiglia Osnago.

## Società

### Evoluzione demografica
- 515 nel 1751
- 625 nel 1771
- 642 nel 1805
- 1 337 dopo annessione di Ornago nel 1809
- 2 528 dopo annessione di Omate e Burago nel 1811
- 1 130 nel 1853

Abitanti censiti

### Etnie e minoranze straniere
Secondo i dati ISTAT, al 31 dicembre 2010 la popolazione straniera residente era di 568 persone, pari all'8,34% di tutti i residenti. Le nazionalità maggiormente rappresentate in base alla loro percentuale sul totale della popolazione residente erano:
| Pos. | Cittadinanza | Popolazione |
| ---- | ------------ | ----------- |
| 1    | Romania      | 143         |
| 2    | Marocco      | 82          |
| 3    | Albania      | 68          |
| 4    | Ecuador      | 49          |
| 5    | Perù         | 38          |

## Cultura

### Biblioteca comunale
La biblioteca comunale, intitolata a Peppino Impastato, si trova nel Palazzo Rasini e fa parte del sistema bibliotecario CUBI.

### Parco Agricolo Nord Est
Il territorio faceva parte del Parco Rio Vallone, confluito nel Parco Agricolo Nord Est. Nello stagno "Le Foppe", una volta alimentato con le acque in eccesso del canale Villoresi, è facile vedere molti volatili tra i quali germani reali, gallinelle d'acqua e folaghe.

## Amministrazione
| Periodo        | Periodo        | Primo cittadino        | Partito                            | Carica  | Note                                                                                                  |
| -------------- | -------------- | ---------------------- | ---------------------------------- | ------- | --- |
| Aprile 1945    | Novembre 1946  | Federico Marino Cereda | Partito Comunista Italiano         | Sindaco | Ha contribuito in modo importante alla resistenza. Conosciuto in tale contesto come Maren del Valera. |
| 1946           | 1950           | Severino Galli         | Partito Socialista Italiano        | Sindaco | |
| 1950           | 1955           | Severino Galli         | Partito Socialista Italiano        | Sindaco | |
| 1955           | 1960           | Severino Galli         | Partito Socialista Italiano        | Sindaco | |
| 1960           | 1965           | Ambrogio Besana        | Democrazia Cristiana               | Sindaco | |
| 1965           | 1970           | Ambrogio Besana        | Democrazia Cristiana               | Sindaco | |
| 1970           | 1975           | Ambrogio Besana        | Democrazia Cristiana               | Sindaco | |
| 1975           | 1980           | Mario Sala             | Partito Socialista Italiano        | Sindaco | |
| 1980           | 1985           | Luciano Bettinelli     | Indipendente di sinistra           | Sindaco | Rimase in carica fino al 8 maggio 1987                                                                |
| 12 maggio 1985 | 25 maggio 1990 | Antonio Varisco        | Partito Comunista Italiano         | Sindaco | Entra in carica l'8 maggio 1987                                                                       |
| 25 maggio 1990 | 23 aprile 1995 | Antonio Varisco        | Partito Comunista Italiano         | Sindaco | [ 7 ]                                                                                                 |
| 23 aprile 1995 | 13 giugno 1999 | Antonio Varisco        | Partito Democratico della Sinistra | Sindaco | [ 7 ]                                                                                                 |
| 13 giugno 1999 | 13 giugno 2004 | Antonio Varisco        | Lista civica                       | Sindaco | [ 7 ]                                                                                                 |
| 13 giugno 2004 | 7 giugno 2009  | Sem Galbiati           | Lista civica: Uniti per Cavenago   | Sindaco | [ 7 ]                                                                                                 |
| 7 giugno 2009  | 25 maggio 2014 | Sem Galbiati           | Lista civica: Uniti per Cavenago   | Sindaco | [ 7 ]                                                                                                 |
| 25 maggio 2014 | 26 maggio 2019 | Francesco Maria Seghi  | Lista civica: Uniti per Cavenago   | Sindaco | [ 7 ]                                                                                                 |
| 27 maggio 2019 | 10 Giugno 2024 | Davide Fumagalli       | Lista civica: Uniti per Cavenago   | Sindaco | [ 7 ]                                                                                                 |
| 10 Giugno 2024 | In carica      | Giacomo Biffi          | Lista civica: Uniti per Cavenago   | Sindaco | [ 7 ]                                                                                                 |